# 哈格普·奥斯哈根
哈格普·奥斯哈根（1883年12月9日—1948年2月17日），亚美尼亚剧作家、小说家。

## 生平
1883年，奥斯哈根生于布尔萨郊外的村庄索罗兹。1918年，当他假扮成德国公务员从君士坦丁堡逃往保加利亚时，他成功地避开了土耳其的秘密警察。1919年停战后，他又返回君士坦丁堡，开始参加亚美尼亚社群的文学活动，并给自己起了笔名。1922年末，基马尔主义势力越来越强，奥斯哈根不得不和许多亚美尼亚知识分子一样永远地离开君士坦丁堡。他先是在保加利亚的普罗夫迪夫住了一段时间，后来先后在埃及（1924-1928）、塞浦路斯（1928-1935）和巴勒斯坦（1935-1948）担任亚美尼亚语教员。在此期间，他在文坛的地位逐渐得以巩固。1948年，奥斯哈根病逝于阿勒颇，当时他正准备动身前往亚美尼亚大屠杀纪念地之一的代尔祖尔。
亞美尼亞大屠殺是奥斯哈根作品中最为常见的题材，他试图用文学重建那些被掠夺的故土上的人和事，并且他的主要作品都是在逃亡途中完成的。他的文学理论已写入《亚美尼亚文学概论》中，他的作品已被编入亚美尼亚的高中教材。他的儿子瓦贺·奥斯哈根也是一位作家。

## 作品列表
- Երբ պատանի են [当他们年轻时] Constantinople: H. M. Setian, 1926. ISBN 9786052100141
- Համապատկեր արեւմտահայ գրականութեան [西亚美尼亚文学概论], 2015. ISBN 9789953033822
- Օրն օրերուն, Խորհուրդ մեր ժամանակներէն [日复一日] Jerusalem: St. James Monastery Press, 1945.
- Արեւելահայ բանասիրութիւնը եւ Էջմիածին [东亚美尼亚语文学与埃奇米阿津], Antelias: Catholicosate of Cilicia, 1948.
- Երկեր [作品集] Antelias: Catholicosate of Cilicia, 1973.
- Նամականի [书信集] Beirut: Altapress, 1983.
- Մայրիներու շուքին տակ [雪松树荫下] Beirut: Altapress, 1983.
- Սիւլէյման Էֆէնտի [苏莱曼·埃芬迪] Antelias: Catholicosate of Cilicia, 1985.
- Հարիւր մէկ տարուան [一百零一年], ed. Boghos Snabian, Antelias: Catholicosate of Cilicia, 1997. ISBN 99930-54-09-7
- Մնացորդաց [残存], 3 vols. Antelias: Catholicosate of Cilicia, 1988; trans. Remnants: The Way of the Womb, translated by G.M. Goshgarian. London: Gomidas Institute, 2013.
- Երեք թատերախաղեր [戏剧三种], ed. Vahe Oshagan, San Francisco: 1990.